# Palilula
Palilula (Servisch: Палилула) is een gemeente binnen het Servische hoofdstedelijke district Belgrado.
Palilula telt 155.902 inwoners (2002) op een oppervlakte van 451 km². De gemeente ligt zowel ten noorden als ten zuiden van de Donau. Het deel ten noorden van de Donau is historisch onderdeel van de regio Banaat. Deze regio behoorde tot 1918 tot Hongarije waaronder de stad Borca.
Barajevo · Čukarica · Grocka · Lazarevac · Mladenovac · Novi Beograd · Obrenovac · Palilula · Rakovica · Savski Venac · Sopot · Stari Grad · Surčin · Voždovac · Vračar · Zemun · Zvezdara